# Kadocsa Gyula
Kadocsa Gyula (született: Kaufmann Gyula, Magyarkimle, 1880. február 20. – Budapest, 1962. február 26.) egyetemi tanár, a rovartan tudósa.

## Élete

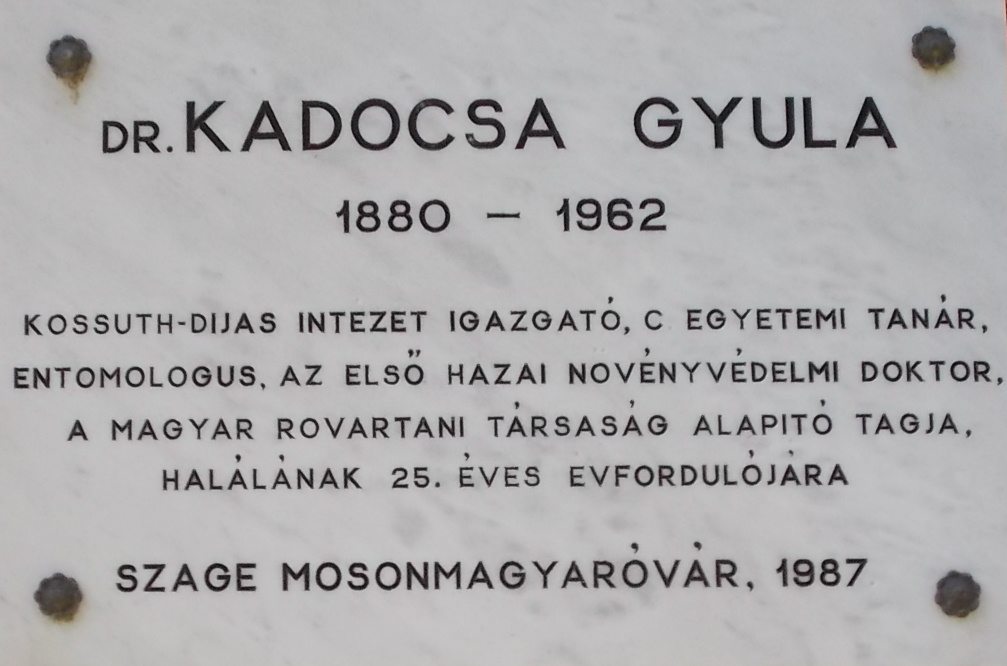
Kadocsa Gyula emléktáblája Mosonmagyaróváron

1899-ben Győrött érettségizett, s 1902-ben szerezte diplomáját a Magyaróvári Magyar Királyi Gazdasági Akadémián. 1904-től 1908-ig Linhart professzor mellett dolgozott a természetrajzi tanszéken. 1909-től végleg elkötelezte magát a rovartan mellett, s a budapesti Állami Rovartani Állomáson folytatta munkáját egészen annak megszűnéséig. 1933-tól a Növényvédelmi Kutató Intézet vezetője lett 1945-ig, közben és utána folyamatosan tanított 1949-ig. 1947-ben nevezték ki rendkívüli egyetemi tanárrá. Kutatási eredményeit mintegy 1200 könyvben, tanulmányban, cikkben tette közzé. 1955-ben Kossuth-díjjal ismerték el munkásságát. 1957-ben megszerezte a mezőgazdasági tudományok doktora fokozatot. Több tudományos társaságnak volt alapító és vezetőségi tagja. 1952-től haláláig a Növényvédelmi Kutató Intézet munkatársaként dolgozott. A Frivaldszky-emlékplakett arany fokozatát 1954-ben kapta meg. 1962. február 6-án hunyt el Budapesten.

## Emlékezete
Mosonmagyaróváron utcát neveztek el róla.

## Fontosabb művei
- Konyhakerti növényeink állati ellenségei (Bp., 1924);
- Mezőgazdasági növényeink fontosabb állati ellenségei (Bp., 1925);
- Gazdasági állattan. A hasznos és kártevő állatok ismertetése (Bp., 1929)